# Saint-Étienne-du-Rouvray
Saint-Étienne-du-Rouvray este un oraș în Franța, în departamentul Seine-Maritime, în regiunea Normandia de Sus. Face parte din aglomerația orașului Rouen.
1. ↑  répertoire géographique des communes, accesat în 26 octombrie 2015
2. ↑  dataset of postal codes in France, 1 octombrie 2018